# Johnathan Thurston
Johnathan Dean Thurston (Brisbane, 25 aprile 1983) è un rugbista a 13 australiano, mediano d'apertura dei North Queensland Cowboys nel campionato professionistico National Rugby League, internazionale con la nazionale di rugby a 13 dell'Australia.

## Palmarès
- Coppa del mondo: 1
Australia: 2013
- National Rugby League: 2
Canterbury-Bankstown Bulldogs:  2004
North Queensland Cowboys: 2015